# Gerardo Barbero
Gerardo Fabián Barbero (Lanús, 21 de agosto de 1961-Budapest, 4 de marzo de 2001) fue un Gran Maestro Internacional de ajedrez argentino.

## Biografía
Nació en Lanús, provincia de Buenos Aires, y su infancia y juventud transcurrieron en Rosario, provincia de Santa Fe.
Su primer maestro de ajedrez fue el farmacéutico Rufino Aquino.
Más adelante lo entrenó el maestro rosarino Fernando Demeglio.
En su ciudad, jugó en los clubes Provincial, Rosarino de Ajedrez, Newell's Old Boys y CAOVA, consagrándose las tres veces que participó campeón de la Asociación Rosarina de Ajedrez, la primera en 1977 (con 16 años) derrotando en match al múltiple campeón Julio Pérez Cascella.
Desde el año 1986 residía en Budapest, Hungría, donde murió de cáncer a los 39 años de edad. Estaba casado y tuvo un hijo y una hija.

## Logros
La FIDE le otorgó los títulos de Maestro Internacional en 1985 y de Gran Maestro Internacional en 1987.

## Resultados destacados en competición
Fue una vez ganador del Campeonato de Argentina de ajedrez, en el año 1984.
Ganó en tres ocasiones el campeonato de Argentina en categorías juveniles. Ocupó el cuarto puesto en el mundial de Graz.
Participó representando a Argentina en seis Olimpíadas de ajedrez en los años 1978 en Buenos Aires, 1984 en Salónica, 1986 en Dubái, 1988 en Salónica, 1990 en Novi Sad y 1994 en Moscú. Siendo el primer tablero en Novi Sad, donde obtuvo el 50% de los puntos, en Buenos Aires, participó en el equipo de Argentina B.
Fue integrante del equipo argentino que se consagró campeón panamericano por equipos en 1985.
Venció en los torneos de Montpellier en el año 1986, de Prokuplje en 1987 y el Abierto de Kecskemét en 1987.

## Partidas notables
|       |       |       |       |       |       |       |       |    |  |
|       | a8    | b8    | c8    | d8 rd | e8 nd | f8    | g8 kd | h8 |  |
| a7 rd | b7    | c7    | d7    | e7 qd | f7 pd | g7 pd | h7 pd |    |  |
| a6    | b6 nl | c6 pd | d6    | e6 pd | f6    | g6    | h6    |    |  |
| a5    | b5 bd | c5 pl | d5    | e5 nl | f5    | g5 pl | h5    |    |  |
| a4    | b4 pd | c4    | d4 pl | e4    | f4 ql | g4    | h4    |    |  |
| a3    | b3 pl | c3    | d3    | e3 rl | f3    | g3    | h3    |    |  |
| a2    | b2    | c2    | d2    | e2    | f2 pl | g2    | h2 pl |    |  |
| a1    | b1    | c1    | d1    | e1 rl | f1    | g1 kl | h1    |    |  |
|       |       |       |       |       |       |       |       |    |  |

En 1991 ganó esta partida a Bent Larsen en Buenos Aires, Gambito de dama rehusado, semieslava:
1. d4 Cf6 2. c4 e6 3. Cf3 d5 4. Cc3 c6
5. e3 Cbd7 6. Dc2 Ae7 7. b3 a6 8. Ad3 b5 9. O-O O-O
10. e4 b4 11. Ca4 dxe4 12. Axe4 Ab7 13. Ag5 Cxe4 14. Axe7 Dxe7
15. Dxe4 Tab8 16. c5 a5 17. Tfe1 Tbd8 18. a3 Cf6 19. Dh4 Aa6
20. axb4 axb4 21. Cb6 Ab5 22. Df4 Tb8 23. Ce5 Tfd8 24. Te3 Tb7
25. g4 Ta7 26. Tae1 Ce8 27. g5 f6 28. Cf3 Cc7 29. gxf6 gxf6
30. Ch4 Df7 31. Rh1 Rh8 32. Tg1 Df8 33. Cg6+ hxg6 34. Th3+ 1-0.